# シャアルビム
シャラビムは、旧約聖書に登場する古代イスラエルのダン族が相続地として割り当てられた町である。シャアラビンと同地であると言われる。アヤロンの北西5km、ベテ・シェメシュの北13kmにあるセルビト（テル・シャアラビム）であると言われる。
エモリ人の勢力が強くて、イスラエルは征服できなかった。後に、エモリ人はイスラエルに征服されて、ヨセフ一族のもとで苦役に服する。ソロモン時代には行政区の一つになった。